# Піщана змія намібійська
Піщана змія намібійська (Psammophis namibensis) — отруйна змія з роду піщана змія (Psammophis) родини Lamprophiidae. Раніше зараховувалася як підвид до піщаної змії Лейтона. Лише з 2002 року вважається окремим видом.

## Опис
Загальна довжина коливається від 75 см до 1 м. Голова невелика, тупо закруглена, різко відмежована від тулуба. Очі великі. Присутні задньощелепні отруйні ікла. Тулуб дуже тонкий довга з гладенькою лускою. Забарвлення коливається від світло-коричневого до бежевого з широкою, темною смугою, що йде уздовж спини. Через очі проходить чорна смуга.

## Спосіб життя
Полюбляє пустельні та напівпустельні місцини, чагарники. Активна вдень. Харчується головним чином ящірками, але також гризунами та зміями.
Отрута не становить загрози для життя людини.
Це яйцекладна змія. Самиця відкладає до 6 яєць.

## Розповсюдження
Це ендемік Намібії.